# Три богатыря и свет клином
«Три богатыря и свет клином» — будущий российский анимационный фильм, который выйдет в кинотеатрах 25 декабря 2025 года. Четырнадцатая картина франшизы «Три богатыря». До выхода мультфильма «Три богатыря. Ни дня без подвига» данный мультфильм был тринадцатым по счёту.

## Сюжет
Богатыри ждут пополнения в своих семействах, но отечество снова нужно спасать. Нагрянула огромная, невесть откуда взявшаяся, туча и грозит затмить весь свет белый и превратить ночь в день. Бросив все дела семейные, богатыри бросаются навстречу опасности. А хитрый купец Колыван как будто этого и ждал: набрав себе в помощники злодеев из подручных Бабы Яги, напал на княжество и много дел плохих натворил. Но… не всё коту масленица. Богатыри идут на помощь Князю, городу и верному Коню Юлию.Кинокомпания «СТВ»

## Роли озвучивали
- Валерий Соловьёв — Добрыня Никитич
- Дмитрий Быковский — Илья Муромец
- Олег Куликович — Алёша Попович
- Дмитрий Высоцкий — Конь Юлий
- Сергей Маковецкий — Князь Киевский
- Анатолий Петров — Боярин Антип
- Алиса Боярская — Фрося

## Создание
Мультфильм «Три богатыря и свет клином», ранее носивший название «Три богатыря. Конец времён», был анонсирован компанией «СТВ» в марте 2024 года. Продюсеры — Сергей Сельянов и Александр Боярский. Выход в кинотеатрах России запланирован на 25 декабря 2025 года.